# Barclay Records
Barclay Records (также Disques Barclay) — французский лейбл звукозаписи, основанный Эдди Барклаем в 1953 году. Изначально лейбл звукозаписи сосредоточился на джазовой музыке, однако позже репертуар был расширен. 
На лейбл были подписаны такие популярные французские артисты как Далида, Шарль Азнавур, Лео Ферре, Анри Сальвадор, Жак Брель, Жан Ферра, Мирей Матье, Нино Феррер, Даниэль Ликари, Мика, Эдди Митчелл, Modjo, Noir Désir, Анри Сальвадор, Эмили Симон.
Сегодня Barclay Records принадлежит компании Universal Music Group.